# Uirinas
Os Uirinas são um grupo indígena brasileiro que teria habitado as margens do rio Padauri, no estado de Amazonas.